# Scaphognathops
Scaphognathops — род пресноводных рыб семейства карповых (Cyprinidae). Этимология родового названия Scaphognathops: от греч. skaphe, -eos (лодка) + греч. gnathos (челюсть) + греч. ops (внешний вид). Длина тела от 25 (Scaphognathops stejnegeri) до 40 (Scaphognathops bandanensis) см. Встречаются в Азии: бассейн Меконга в Лаосе, Таиланде, Камбодже и Вьетнаме. Это пресноводные бентопелагические потамодромные (мигрирующие по реке) рыбы. Они безвредны для человека, Scaphognathops bandanensis и Scaphognathops stejnegeri являются объектами коммерческого промысла.

## Виды
На июль 2024 в род включаются 3 ныне живущих вида:
- Scaphognathops bandanensis Boonyaratpalin & Srirungroj, 1971
- Scaphognathops stejnegeri (H. M. Smith, 1931)
- Scaphognathops theunensis Kottelat, 1998